# Ophiurothamnus
Genre
Synonymes
- Ophiocyclus H.L. Clark, 1939[1] [2]

Ophiurothamnus est un genre d'ophiures de la famille des Ophiacanthidae.

## Liste des espèces
Selon World Register of Marine Species (7 mars 2019) :
- Ophiurothamnus clausa (Lyman, 1878)
- Ophiurothamnus discycla (H.L. Clark, 1911)
- Ophiurothamnus eleaumei O'Hara & Stöhr, 2006
- Ophiurothamnus excavatus Koehler, 1922
- Ophiurothamnus exigua (Lyman, 1878)
- Ophiurothamnus laevis (Lütken & Mortensen, 1899)